# فرودگاه کاسلو
فرودگاه کاسلو (به انگلیسی: Kaslo Airport) یک فرودگاه همگانی است که یک باند فرود آسفالت دارد و طول باند آن ۱۱۲۸ متر است. این فرودگاه در کشور کانادا قرار دارد و در ارتفاع ۷۱۷ متری از سطح دریا واقع شده است.